# Lachlan Morton
Lachlan Morton (ur. 2 stycznia 1992 w Port Macquarie) – australijski kolarz szosowy.

## Osiągnięcia
Opracowano na podstawie:

2010
- 1. miejsce w Tour de l’Abitibi
  - 1. miejsce na 3. i 6. etapie

2011
- 3. miejsce w Tour of the Gila

2012
- 1. miejsce w klasyfikacji młodzieżowej Tour de Guadeloupe

2013
- 1. miejsce w klasyfikacji młodzieżowej Tour of Utah
  - 1. miejsce na 3. etapie
- 1. miejsce w klasyfikacji młodzieżowej USA Pro Cycling Challenge

2016
- 1. miejsce w Tour of the Gila
  - 1. miejsce na 1. etapie
- 1. miejsce w Tour of Utah
  - 1. miejsce na 3. i 7. etapie
- 1. miejsce na 4. etapie Tour de Hokkaido

2017
- 1. miejsce w klasyfikacji młodzieżowej Tour of California

2019
- 1. miejsce na 5. etapie Tour of Utah

## Rankingi
| Rok              | 2011 | 2012 | 2013 | 2014 | 2015 | 2016 | 2017  | 2018  | 2019  | 2020  | 2021  |
| ---------------- | ---- | ---- | ---- | ---- | ---- | ---- | ----- | ----- | ----- | ----- | ----- |
| UCI World Tour   |      |      | -    | -    |      | -    | 171.  | 324.  |       |       |       |
| World Ranking    |      |      |      |      |      | 208. | 623.  | 773.  | 1249. | 1917. | 1819. |
| UCI Europe Tour  | -    | 887. |      |      | -    | -    | 1553. | 1541. |       |       |       |
| UCI Asia Tour    | 114. | -    |      |      | -    | 413. | 159.  | 172.  |       |       |       |
| UCI America Tour | 307. | 232. |      |      | 64.  | 6.   | -     | -     |       |       |       |
| UCI Oceania Tour | -    | -    |      |      | -    | -    | -     | -     | 65.   | 96.   | 61.   |
|                  |      |      |      |      |      |      |       |       |       |       |       |
| Źródło: UCI      |      |      |      |      |      |      |       |       |       |       |       |